# Aiouea bracteata
Aiouea bracteata är en lagerväxtart som beskrevs av André Joseph Guillaume Henri Kostermans. Aiouea bracteata ingår i släktet Aiouea och familjen lagerväxter. Inga underarter finns listade i Catalogue of Life.